# Алан Хийгър
Алан Джей Хийгър (на английски: Alan Jay Heeger) е американски физик и химик, лауреат на Нобелова награда за химия от 2000 г.

## Биография
Хийгър е роден в Су Сити, Айова в еврейско семейство. Израства в Акрон, Айова, където баща му стопанисва магазин. Когато е на 9 години, баща му умира и семейството се премества в Су Сити.
През 1957 г. получава бакалавърска степен по физика и математика от университета Небраска-Линкълн, а през 1961 г. защитава докторската си дисертация в Калифорнийския университет, Бъркли. От 1962 до 1982 г. работи в Пенсилванския университет. През 1982 г. започва работа като професор в департамента по физика към Калифорнийския университет, Санта Барбара. Изследванията му водят до зачеването на много нови компании. Самият той е основател на Uniax, която по-късно е придобита от DuPont. През 2001 г. основава Konarka Technologies, която произвежда тънки и гъвкави слънчеви клетки от полимери, но през 2012 г. компанията банкрутира и е ликвидирана.
През 2000 г. печели Нобелова награда за химия заедно с Алан Макдайърмид и Хидеки Ширакава за „откриването и разработването на електропроводими полимери“. Те публикуват резултатите си върху полиацетилена през 1977 г. Стратегията им е да внасят примеси в полимера по същия начин, по който се получават проводимите свойства на полупроводниците.